# 德國教堂 (斯德哥爾摩)
德國教堂（瑞典語：Tyska kyrkan）是位於瑞典斯德哥爾摩老城的一座教堂。由於中世紀時期教堂一帶的建築多為德國人捐贈興建，因此這座教堂被命名為德國教堂。現在教堂也是一座旅遊景點，在夏季每天對外開放，在冬季則週末對外開放。德國教堂始建於14世紀，內部裝飾為巴洛克風格。

## 外部連結
- Official site （页面存档备份，存于） （瑞典文） （德文）
- Gallery of images （页面存档备份，存于） （瑞典文）

59°19′27″N 18°04′18″E / 59.32417°N 18.07167°E